# Bann
Bann je nejdelší řeka Severního Irska. Pramení na severním svahu hory Slieve Muck v hrabství Down, teče severozápadním směrem a vlévá se do Severního průlivu nedaleko města Coleraine. Dělí se na horní tok Upper Bann (64 km), která se vlévá do největšího britského jezera Lough Neagh dlouhého 30 km a vytéká z něj jako Lower Bann (64 km). Její povodí má rozlohu 5775 km². Střední průtok činí 92 m³/s.
Údolí Bannu bylo první osídlenou oblastí v Irsku, jak o tom svědčí archeologické naleziště na Mount Sandel. Klaudios Ptolemaios řeku zmiňuje pod názvem Argita. Název Bann pochází z irského an Bhanna (bohyně). Vodní energie umožnila rozvoj severoirského textilního průmyslu. Řeka je proslulá rybolovem (úhoři a lososi). Její tok rozděluje Severní Irsko na dvě části; na západ od ní je nižší životní úroveň a vyšší podíl katolického obyvatelstva než na východě.